# Ideafix i els irreductibles (sèrie d'animació)
Ideafix i els irreductibles (títol original en francès: Idéfix et les Irréductibles) és una sèrie de televisió d'animació francesa basada en l'obra de René Goscinny i Albert Uderzo, dirigida per Charles Vaucelle i emesa en preestrena a la plataforma Okoo des del 2 de juliol de 2021, a France 4 des del 28 d'agost de 2021 i a M6 des del 22 d'agost de 2022. La sèrie consta de 52 episodis d'11 minuts.
A Catalunya es va estrenar el 12 de novembre de 2022 al SX3.
També s'ha publicat una sèrie de còmics homònima, que adapta els episodis de la sèrie, editada per Les Éditions Albert René. El còmic s'ha editat en català per l'editorial Salvat.
La sèrie se centra en un dels protagonistes dels còmics d'Astèrix, l'Ideafix, el company de l'Obèlix.
El juny 2022, Studio 58, France Télévisions i M6 van anunciar que es produiria una segona temporada, prevista per a la segona meitat del 2023. M6 en concret té els drets per emetre els capítols de la primera temporada a l'inici del curs 2022.

## Sinopsi
Som a l'any 52 abans de Crist. Tot Lutècia està ocupat pels romans... Tot Lutècia? No! Un petit grup d'irreductibles animals guiats per l'Ideafix rebutja una vegada i una altra l'invasor. Arran de la derrota del cabdill gal Camulogen a mans del general romà Labiè, l'Ideafix —el gos del famós Obèlix— organitza la resistència. Els irreductibles, una colla de mascotes gal·les, defensen Lutècia davant de l'ocupació romana amb les urpes i amb les dents.
L'Ideafix, en Devòrix i la Turbina s'enfronten, dia sí dia també, als gossos de la legió romana, que estan a les ordres de la Monalisa, la gateta del general. Els irreductibles tenen, en tot moment, el consell i el suport del colom Asmàtix i de la gata Picarina.
És una preqüela de la sèrie Astèrix, que té lloc a l'any 52 aC a Lutècia, dos anys abans que l'Ideafix conegués l'Astèrix i l'Obèlix davant d'una carnisseria de la mateixa ciutat gal·la, a La volta a la Gàl·lia (1965). Per tant, succeeix en el seu propi univers en el qual una colla d'animals defensarà Lutècia contra la seva romanització per part del general Labiè.

## Univers de la sèrie
L'univers de la sèrie no és altre que el de l'Astèrix el Gal, però la història se centra en l'Ideafix i els seus amics animals que viuen a Lutècia i no al llogarret de l'Astèrix a Armòrica. S'utilitzen certs contextos de la sèrie d'Astèrix, com la frase «Som a l’any 52 abans de Crist. Tot Lutècia és ocupada pels romans… tot Lutècia? No! Un petit grup d’irreductibles animals lutecis conduïts per l’Ideafix rebutja una vegada i una altra ferotgement l’invasor.», que es basa en la que s'utilitza en els còmics d'Astèrix «Som a l'any 50 abans de Crist. Tota la Gàl·lia és ocupada pels romans... Tota? No! Un llogaret del nord habitat per gals indomables rebutja una vegada i una altra vegada ferotgement l'invasor.», però també el nom dels Irreductibles és tret dels gals indomables del llogarret de l'Astèrix.
Gràcies a la poció màgica del druida Panoràmix, cada animal de la colla de l'Ideafix té una habilitat particular. La Turbina pot moure's a gran velocitat; la Picarina, la gata que té unes urpes ben esmolades i l'Ideafix que té un sentit de l'olfacte infal·lible. És tan astut i intel·ligent com l'Astèrix, així que per això és el líder dels Irreductibles.
La sèrie representa bé els fets de l'univers d'Astèrix perquè l'Homeopàtix, el germà de la Karabella que apareix esmentat en certs còmics viu a Lutècia i veiem aquest últim en companyia del seu marit Copdegarròtix el cap del llogarret de l'Astèrix en diversos episodis com així com alguns personatges dels altres poblats (la qual cosa indica lògicament que els fets de la sèrie tenen lloc durant un període força breu, possiblement durant una estada de la parella a Lutècia precisament com passava a l'inici del còmic Els llorers del Cèsar).

## Episodis
| Temporada       | Temporada      | Episodis | Episodis | #  | #  | Dates d'emissió      | Dates d'emissió | Dates d'emissió en català | Dates d'emissió en català |
| Primera emissió | Última emissió | Episodis | Episodis | #  | #  | Primera emissió      | Última emissió  |                           |                           |
| --------------- | -------------- | -------- | -------- | -- | -- | -------------------- | --------------- | ------------------------- | ------------------------- |
|                 | 1              | 1-52     | 1-52     | 52 | 52 | 2 de juliol de 2021  | ?               | 12 de novembre de 2022    | 20 de desembre de 2022    |
|                 | 2              | 53-104   | 53-104   | 52 | 52 | 10 de juliol de 2024 | ?               | 25 de novembre de 2024    | 30 d'abril de 2025        |